# بیبیان اشهوفس
 بیبیان اشهوفس (انگلیسی: Bibiane Schoofs؛ زادهٔ ۱۳ مهٔ ۱۹۸۸) یک تنیس‌باز اهل هلند است.